# Deep Brook
Deep Brook – miejscowość (community) w kanadyjskiej prowincji Nowa Szkocja, w hrabstwie Annapolis, nad Annapolis Basin, w pobliżu dawnej bazy wojskowej Canadian Forces Base Cornwallis.